# Tyto pollens
Tyto pollens — вимерлий вид совоподібних птахів родини сипухових (Tytonidae). Вид був поширений на Багамських островах під час останнього льодовикового періоду. Відомий з решток трьох птахів, що знайдені на островах Малий Ексума та Нью-Провіденс. Вид був більшим за сучасну сипуху білу, що теж живе на Багамських островах. Ймовірно, основою раціону сипухи була хутія Geocapromys ingrahami. Вид, наймовірніше, вимер через зміну клімату після закінчення льодовикового періоду, коли рівень океану піднявся і клімат став вологішим, хоча не виключено, що причиною зникнення може бути поява людей на островах.